# استان کوچووه
استان کوچووه (به آلبانیایی: Rrethi i Kuçovës) نام یکی از استان‌های سی‌وشش‌گانه کشور آلبانی است.
مرکز این استان شهر کوچووه است.